# Ejido Jesús María
Ejido Jesús María är en ort i Mexiko.   Den ligger i kommunen Dolores Hidalgo och delstaten Guanajuato, i den centrala delen av landet, 270 km nordväst om huvudstaden Mexico City. Ejido Jesús María ligger 1 917 meter över havet och antalet invånare är 1 324.
Terrängen runt Ejido Jesús María är platt åt nordost, men åt sydväst är den kuperad. Runt Ejido Jesús María är det ganska tätbefolkat, med 96 invånare per kvadratkilometer. Närmaste större samhälle är Dolores Hidalgo, 2,7 km nordväst om Ejido Jesús María. Trakten runt Ejido Jesús María består i huvudsak av gräsmarker.